# Star Wars: Lethal Alliance
Star Wars: Lethal Alliance es un videojuego para Nintendo DS y PlayStation Portable ambientado en el universo de Star Wars.
Cuenta las aventuras de Rianna Saren y su robot Zeeo en su lucha contra el Imperio y el temible guerrero Kheev.
Transcurre a través de diversos planetas como son Coruscant, Alderaan, Mustafar, Tatooine, Danuta (donde se construyó la Estrella de la muerte, también visitada en el juego) y Deyaspire.

## Historia
Tener esclavización escapado por Zarien Kheev, twi'lek Rianna Saren es un mercenario éxito oponerse al Imperio. Kyle Katarn de la Alianza Rebelde la contrata para destruir un cargamento Imperial de mirkanite que pasan a través de un almacén Sol Negro en Coruscant. Rianna es capturado durante la operación, pero se escapa con la ayuda de un robot llamado Zeeo. El líder rebelde princesa Leia envía Rianna y Zeeo a Alderaan en una nueva asignación para destruir una nave imperial.
En Alderaan, Rianna y Zeeo hacen su camino a través de una base imperial, con la oposición de Stormtroopers y guardias de Sol Negro. El descubrimiento de que el Imperio está experimentando en sus propios científicos, hacen saltar la nave y el laboratorio. Se enteran de que un último envío se dirige a Mustafar, y Leia los envía después de ella. Rianna y Zeeo búsqueda de una instalación minera Imperial en Mustafar, finalmente, encontrar y destruir el taladro. Rianna se entera de que Kheev va a Tatooine, y se dirige allí ella misma.
La nave de Rianna es derribado sobre Tatooine por Boba Fett en su esclavo I. Rianna y Zeeo rastrear Kheev, que establece un rencor suelta sobre ellos en una arena. Matan, pero son capturados y llevados a Despayre donde la Estrella de la Muerte se está construyendo. Escapar, oyen Kheev hablar con Darth Vader sobre la construcción de la Estrella de la Muerte. Vestida con un traje-robot enorme, Zheev ataca Rianna. Ella lo mata, y le dice a la Alianza que ella y Zeeo han encontrado los planos de la Estrella de la Muerte.
- Datos: Q2361500